# Dictionarium Annamiticum Lusitanum et Latinum

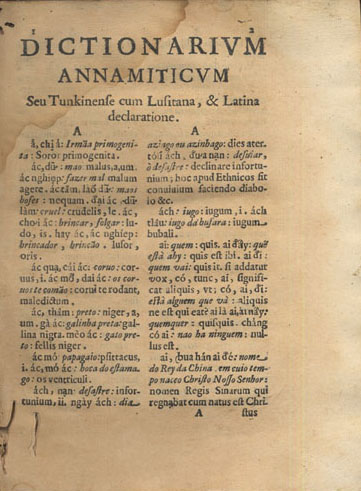
Une page du Dictionarium Annamiticum Lusitanum et Latinum.

Le Dictionarium Annamiticum Lusitanum et Latinum est un dictionnaire vietnamien-portugais-latin (trilingue) composé par le lexicographe jésuite français Alexandre de Rhodes, après avoir passé 12 ans au Vietnam. Il fut édité à Rome en 1651 par la Congrégation pour l'évangélisation des peuples, lors de la visite d'Alexandre De Rhodes en Europe.

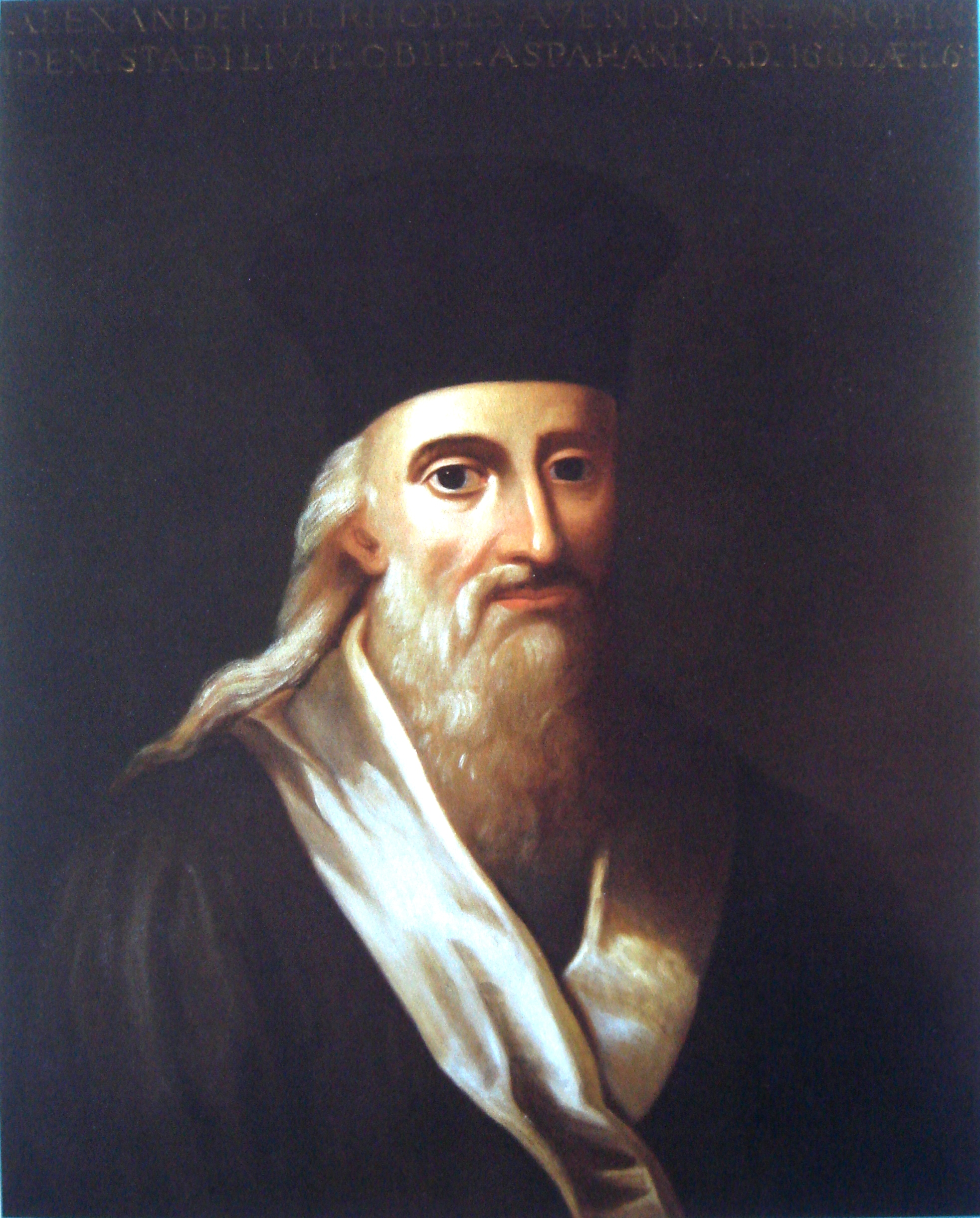
Alexandre de Rhodes, auteur du Dictionarium Annamiticum Lusitanum et Latinum.

Ce dictionnaire est très important pour la langue écrite vietnamienne car il jette les bases de la romanisation alphabétique de la langue. Il est à l'origine de l'alphabet vietnamien.